# Libythea yawa
Libythea yawa är en fjärilsart som beskrevs av Hans Fruhstorfer. Libythea yawa ingår i släktet Libythea och familjen praktfjärilar. Inga underarter finns listade i Catalogue of Life.